# Christian Favier
Ne doit pas être confondu avec Christian Clavier.
Pour les articles homonymes, voir Favier.
Christian Favier, né le 20 février 1951 à Saint-Maur-des-Fossés, est un homme politique français.
Membre du Parti communiste français, il est président du conseil général du Val-de-Marne de 2001 à 2015, puis président du conseil départemental du Val-de-Marne de 2015 à 2021. Il est sénateur du Val-de-Marne de 2011 à 2017. En retraite à partir de 2021, il est condamné en 2023 pour détournement d'emplois publics.

## Biographie

### Formation professionnelle
Demeurant à Champigny-sur-Marne depuis 1958, Christian Favier intègre l'École normale d'instituteurs et, à sa sortie, enseigne dans le Val-de-Marne.

### Fonctions électives

#### Mandats locaux
Il participe à la vie politique de sa commune. Il y est élu adjoint au maire en 1977 et exerce cette fonction jusqu'en 1989.
Conseiller général de Champigny en 1994, vice-président de l'assemblée départementale en 1995, il est chargé de l’Aménagement du territoire, de l'Emploi et de l'Action économique. Il préside le groupe communiste et partenaire de 1998 à mars 2001.
En 2001, Christian Favier est élu président du Conseil général du Val-de-Marne, succédant à Michel Germa. En juin 2004, il devient le vice-président du bureau de l’Assemblée des départements de France. 
Il est réélu président du Conseil général en 2008 et en 2011.
Lors des élections départementales de 2015, Christian Favier l'emporte dans le canton redécoupé de Champigny-sur-Marne. Ainsi, le Parti communiste français conserve la présidence du conseil départemental du Val-de-Marne, avec Christian Favier à sa tête.
En septembre 2019, il prend un arrêté « interdisant l'usage de produits phytopharmaceutiques contenant du glyphosate ou des perturbateurs endocriniens ». Le Val-de-Marne devient ainsi le premier département de France à bannir le glyphosate, mais l’arrêté pourrait être suspendu par le tribunal administratif.
Au terme des élections départementales de 2021, Christian Favier perd son mandat de président du conseil départemental du Val-de-Marne, dernier conseil départemental encore détenu par le Parti communiste, au profit d'Olivier Capitanio (LR).
À la suite d'un signalement à la Justice de la Chambre régionale des comptes d'Île-de-France, Christian Favier est mis en examen pour « détournement d'emplois publics » : 29 emplois administratifs, de service public, étaient en réalité détournés au service des élus. Il est condamné en 2023 pour ce chef de détournement d'emplois publics.

#### Mandat national
Le 25 septembre 2011, Christian Favier est élu sénateur du Val-de-Marne. Membre du Groupe communiste républicain et citoyen, il fait partie de la commission des lois constitutionnelles, de législation, du suffrage universel, du règlement et d'administration générale. Il exerce la vice-présidence de la délégation sénatoriale aux collectivités territoriales et à la décentralisation.
Pour appliquer la législation française limitant le cumul des mandats, il choisit de ne pas se représenter aux élections sénatoriales de 2017.

## Publication
- Christian Favier, Coup d'État contre les départements : Réforme territoriale : l’impasse technocratique, Editions de l'Atelier, coll. « Social économie », 2014, 192 p. (ISBN 978-2708242951, présentation en ligne).